# Ági Szalóki
Ági Szalóki, pseudonimo di Ágnes Szalóki (Budapest, 17 ottobre 1978), è una cantante ungherese.

## Biografia
Szalóki, che ha lanciato la propria carriera musicale nel 1996 attraverso la sua partecipazione in duetto con Anita Sárközi alla selezione nazionale atta a decretare il rappresentante ungherese all'Eurovision Song Contest, ha intrapreso la propria attività da solista diversi anni dopo con l'album in studio di debutto Téli-nyári laboda, la cui pubblicazione risale al 2004. Ha incrementato la propria visibilità con Hallgató/Lament e Cipity Lőrinc, dischi entrambi premiati ai Fonogram Award, e col quinto LP A vágy muzsikál, che è divenuto il suo primo ingresso nella Album Top 40 slágerlista e che ha ottenuto una nomination per il Fonogram Award all'album jazz dell'anno.
Gingalló, presentato nel 2009, è divenuto il suo quinto album a essere stato certificato oro dalla Magyar Hangfelvétel-kiadók Szövetsége, garantendole una terza vittoria nell'ambito del principale riconoscimento musicale nazionale. Öröme az égnek, ünnepe a földnek, anch'esso ricompensato con l'oro, ha regato alla cantante il suo miglior posizionamento nella classifica LP ungherese dopo essersi imposto in 11ª posizione.
Nel 2017 ha fatto il suo ritorno sulle scene musicali con Fújnak a fellegek, ulteriore progetto candidato nell'ambito dei Fonogram Award.

## Discografia

### Album in studio
- 2004 – Téli-nyári laboda
- 2006 – Hallgató/Lament
- 2006 – Cipity Lőrinc
- 2007 – Szájról szájra (con Szilvia Bognár e Ágnes Herczku)
- 2008 – A vágy muzsikál
- 2009 – Gingalló
- 2011 – Kishúg (con Gergő Borlai)
- 2012 – Öröme az égnek, ünnepe a földnek
- 2014 – Körforgás
- 2017 – Fújnak a fellegek